# Italienische Badmintonmeisterschaft 2022
Die Italienische Badmintonmeisterschaft 2022 fand vom 18. bis zum 20. November 2022 in Mailand statt.

## Medaillengewinner
| Disziplin    | Gold                                 | Silber                               | Bronze                             |
| ------------ | ------------------------------------ | ------------------------------------ | ---------------------------------- |
| Herreneinzel | Christopher Vittoriani               | Giovanni Toti                        | Luca Zhou                          |
| Herreneinzel | Christopher Vittoriani               | Giovanni Toti                        | Tonni Zhou                         |
| Dameneinzel  | Yasmine Hamza                        | Katharina Fink                       | Judith Mair                        |
| Dameneinzel  | Yasmine Hamza                        | Katharina Fink                       | Gianna Stiglich                    |
| Herrendoppel | Giovanni Greco David Salutt          | Kevin Strobl Tonni Zhou              | Gianmarco Bailetti Simone Piccinin |
| Herrendoppel | Giovanni Greco David Salutt          | Kevin Strobl Tonni Zhou              | Giorgio Gozzini Nicolo Volpi       |
| Damendoppel  | Martina Corsini Judith Mair          | Alice Kerry Pellizzari Lidia Rainero | Adele Bobbio Camilla Negri         |
| Damendoppel  | Martina Corsini Judith Mair          | Alice Kerry Pellizzari Lidia Rainero | Chiara Passeri Gianna Stiglich     |
| Mixed        | Christopher Vittoriani Yasmine Hamza | Gianmarco Bailetti Martina Corsini   | Giovanni Greco Gianna Stiglich     |
| Mixed        | Christopher Vittoriani Yasmine Hamza | Gianmarco Bailetti Martina Corsini   | Lukas Osele Emma Piccinin          |